# 新穂高ロープウェイ

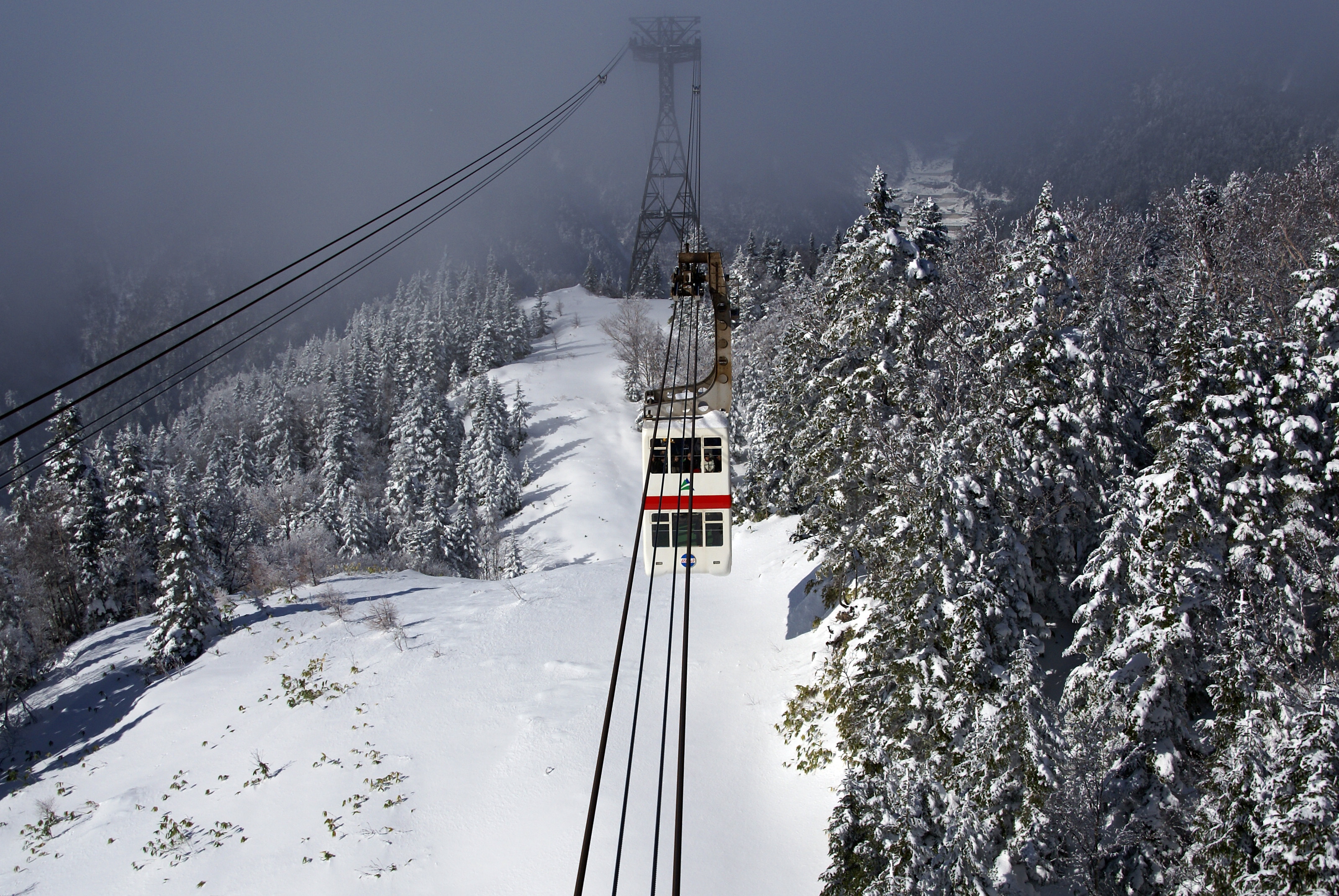
第2区線（第2ロープウェイ）

新穂高ロープウェイ（しんほたかロープウェイ）は、名鉄グループの奥飛観光開発株式会社が運営する索道（ロープウェイ）。中部山岳国立公園内の北アルプスの千石尾根に敷設されており、岐阜県側から西穂高岳へのアクセスルートの一部になっている。所在地は岐阜県高山市。

## 概要

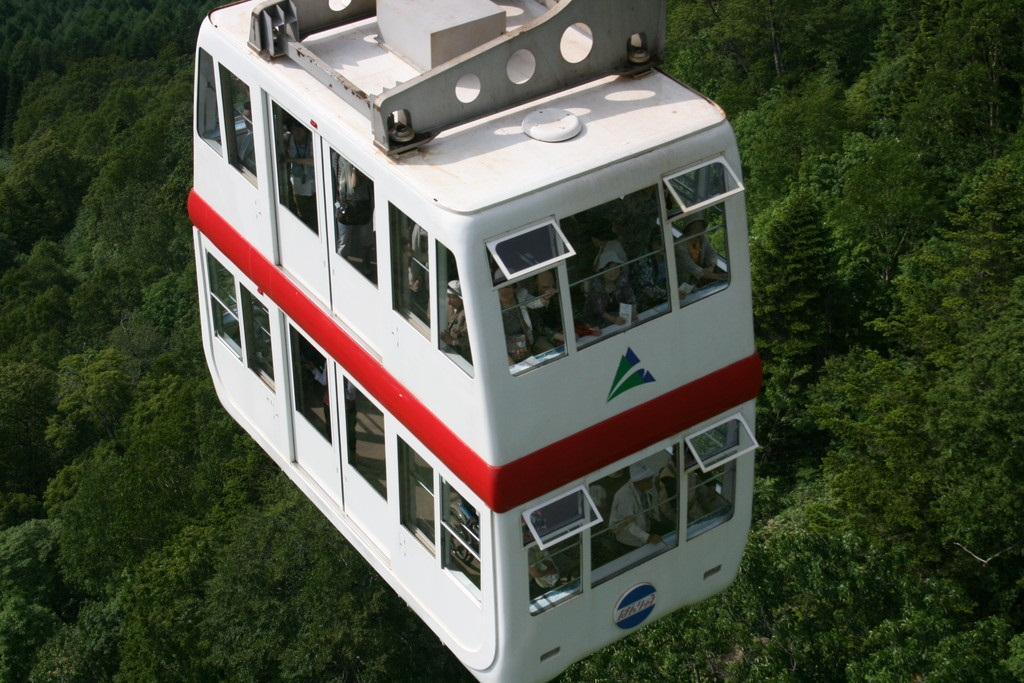
第2ロープウェイの2階建て構造のゴンドラ

第1ロープウェイと第2ロープウェイがある。山頂側の西穂高口駅から続く千石尾根の稜線上に西穂山荘があり、西穂独標を経由して西穂高岳への登山道が通じている。
このうち第2ロープウェイは1998年に全面改修され、日本初で唯一の2階建て構造のゴンドラ（定員121人）を採用した（開業以来の通算で3代目で、第1ロープウェイも同時に3代目のゴンドラに更新されている）。2台のゴンドラにはそれぞれ「ばんりゅう」「ウェストン」の愛称がつけられており、「ばんりゅう」は槍ヶ岳と笠ヶ岳に仏像を安置し、両山を開山した浄土宗僧侶の播隆に、「ウェストン」は日本アルプス・上高地を広く世界に紹介し、登山の楽しみを伝えた「日本近代登山の父」ともいわれるイギリス人宣教師のウォルター・ウェストンにちなんでいる。
2020年7月の開業50周年に併せて第2ロープウェイの2階建てゴンドラをリニューアル、開業以来の通算で4代目となった。なお第1ロープウェイは、2003年に4代目のゴンドラに更新されている。
このリニューアルに伴い、2020年5月27日から7月14日までロープウェイは運休し、関連施設も休業した。運行再開は当初は2020年7月15日を予定していたが、同年7月22日に再開された。

### 「新穂高GRAND VUE」整備計画
名古屋鉄道と奥飛観光開発は、2022年から約10年間をかけ、山頂エリア、山麓エリア、中間エリアを順次整備し、「新穂高GRAND VUE（グランビュー）」として世界水準の山岳リゾートを目指す計画としている。まず山頂エリアの整備を行い、第1期工事として2022年5月から千石園地にデッキを整備し、同年10月の完成を目指す。続いて山頂エリアの第2期工事として2023年5月から同年10月にかけ、岩稜帯の登山を疑似体験できる施設や散策路を整備する計画である。
2022年（令和4年）10月19日、山頂エリアに展望デッキ「槍の回廊」や休憩スペースが整備され、このエリアが「頂（いただき）の森」としてリニューアルオープンした。

### 西穂高口駅のリニューアル
西穂高口駅は1階と2階にロープウェイ乗降場があるが、2023年8月10日に西穂高口駅のリニューアルに着手し、4階に新たに展望休憩スペースを設けることになった。これによりロープウェイ出改札と待合所を2階から分離して3階に移転し、4階にあった飲食店舗と3階にあった売店を2階に移転することになった。工事は売店、ロープウェイ乗降場・待合所、飲食店舗・展望休憩スペース・展望台の3期に分けて実施され、2026年春のグランドオープンを予定している。
2024年（令和6年）4月、まず西穂高口駅の土産ショップが「MEGUMI」と名を改めてリニューアルオープンした。

## 路線データ・駅一覧

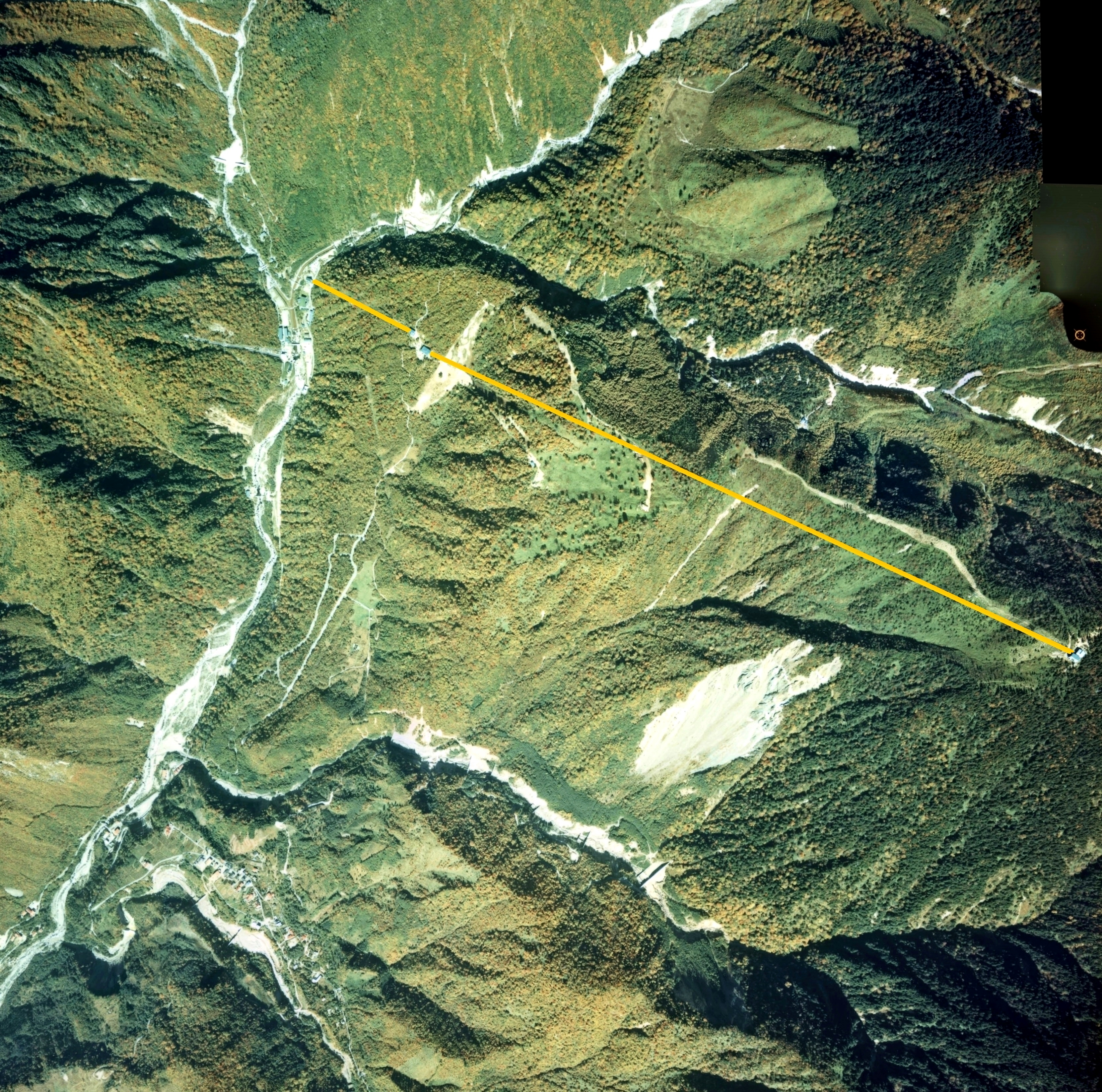
黄色のラインで示した新穂高ロープウェイ付近の空中写真。左上の短い区間が第1区線、右下（南南東）方向へ続く長い区間が第2区線。1977年撮影の2枚を合成作成。
。

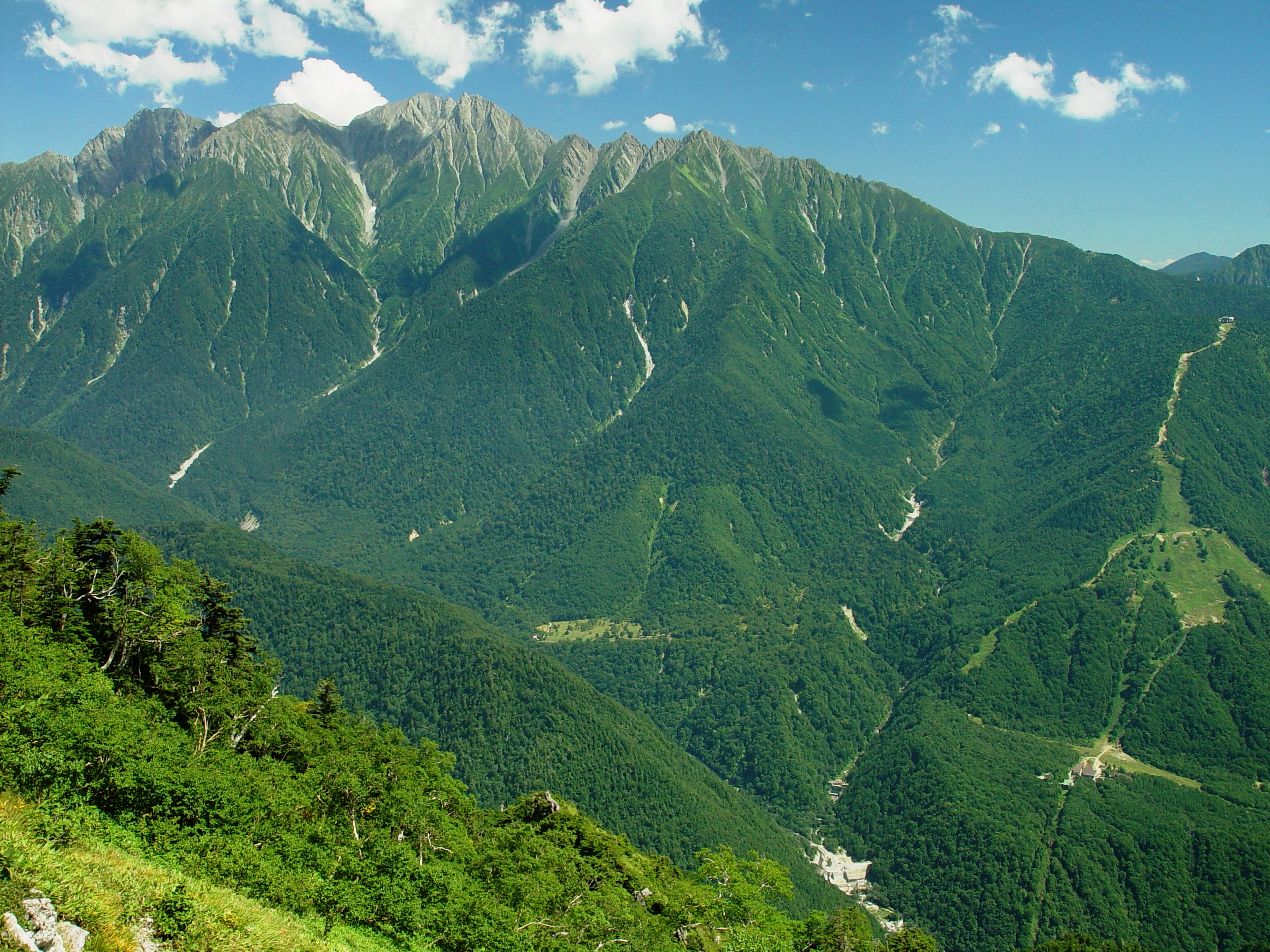
西側の笠ヶ岳から望む穂高岳と新穂高第2ロープウェイの経路（右端）

### 第1区線（第1ロープウェイ）
新穂高温泉駅 - 鍋平高原駅
- 全長：573 m[4][5]
- 高低差：188 m[4]
- 走行方式：3線交走式[4]
- 定員：45人[4]
- 運転時分：4分[4]
- 駅数：2駅
- ゴンドラ
  - ゴンドラ数：2両
  - ゴンドラ定員：45人[4]
  - ゴンドラメーカー：大阪車輌工業製（2003年導入）[4]

### 第2区線（第2ロープウェイ）
しらかば平駅 - 西穂高口駅
- 全長：2,598 m[4][5]
- 高低差：845 m[4][9]
- 走行方式：4線交走式[4]
- 運転時分：7分19秒[4]
- 駅数：2駅
  - 鍋平高原駅としらかば平駅は徒歩3分で接続可能。
- ゴンドラ
  - ゴンドラ数：2両
  - ゴンドラ定員：105人[11][12]
  - ゴンドラメーカー：カルバテック（ドイツ語版）製（2020年導入）[11][12]

### ギャラリー

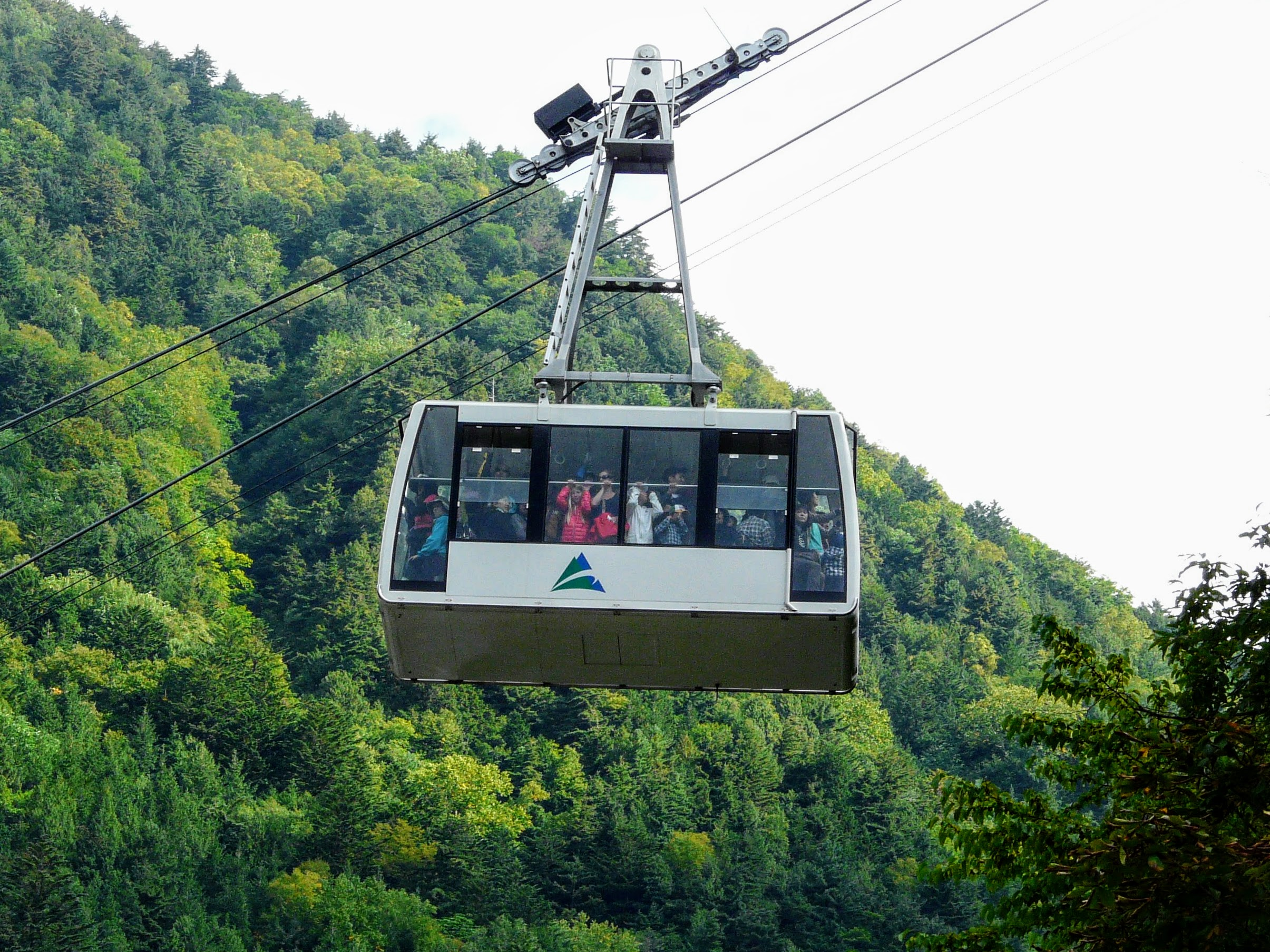
第1ロープウェイのゴンドラ
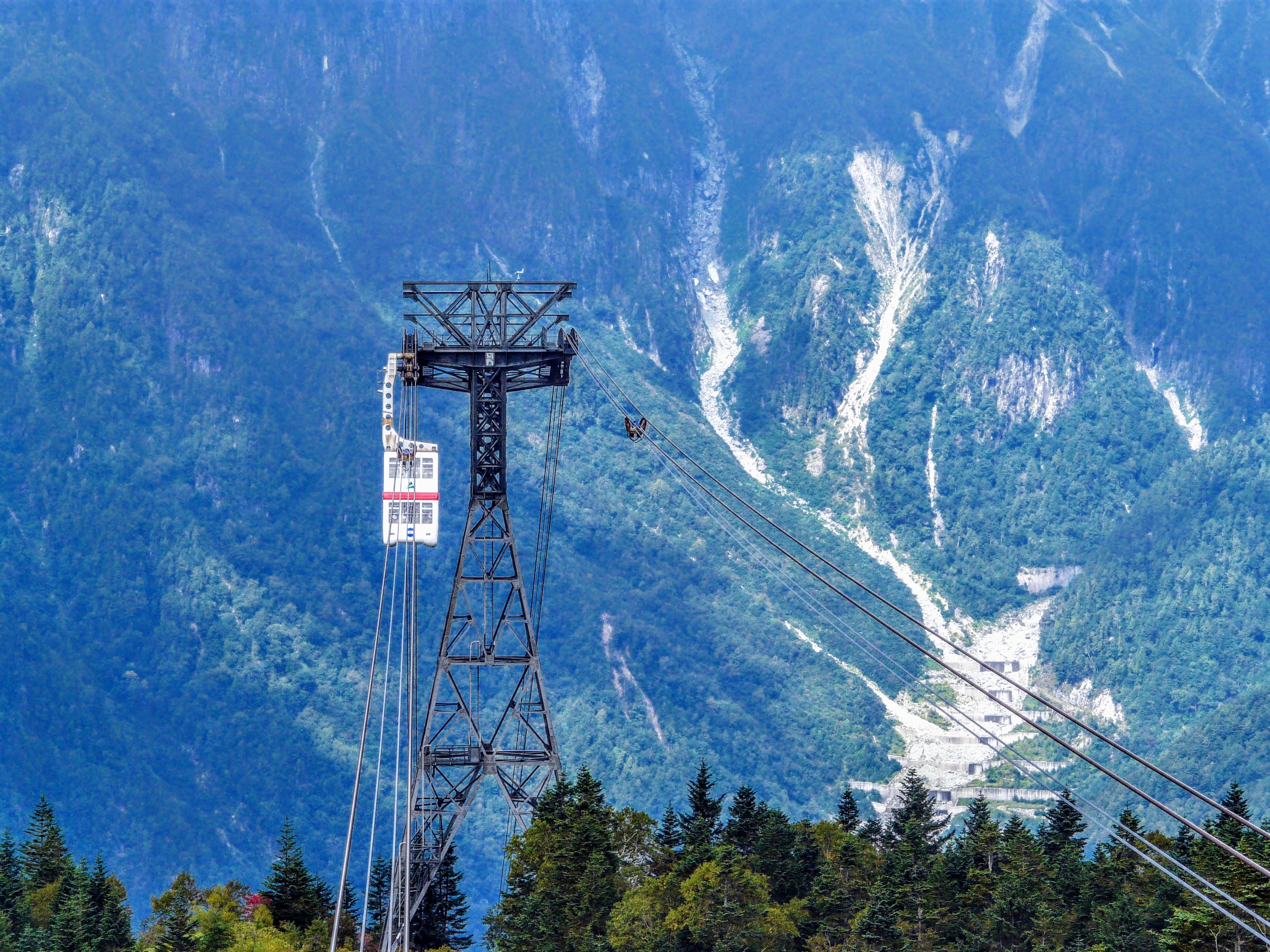
西穂高口駅展望台から見た第2ロープウェイ
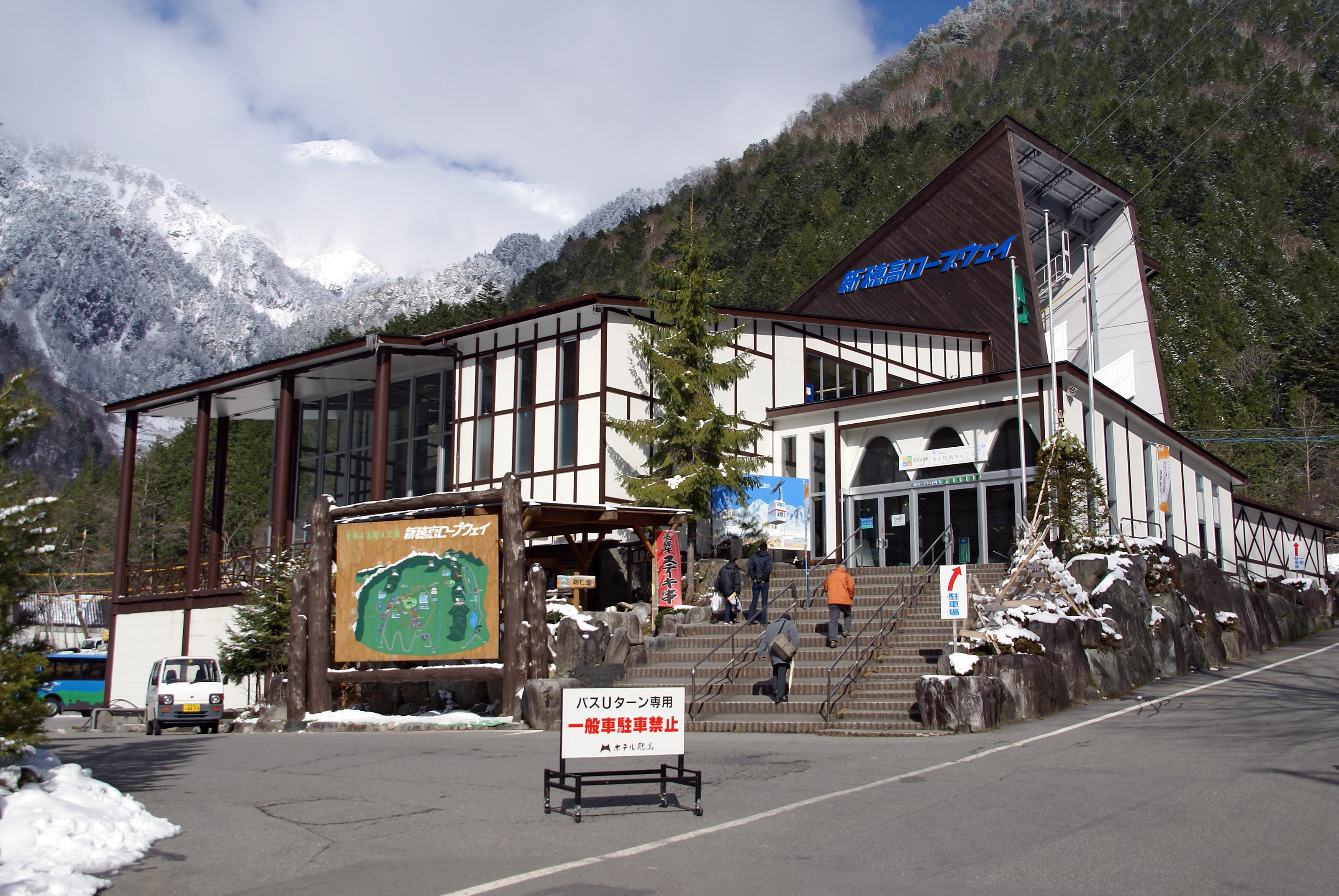
新穂高温泉駅 第1ロープウェイ山麓
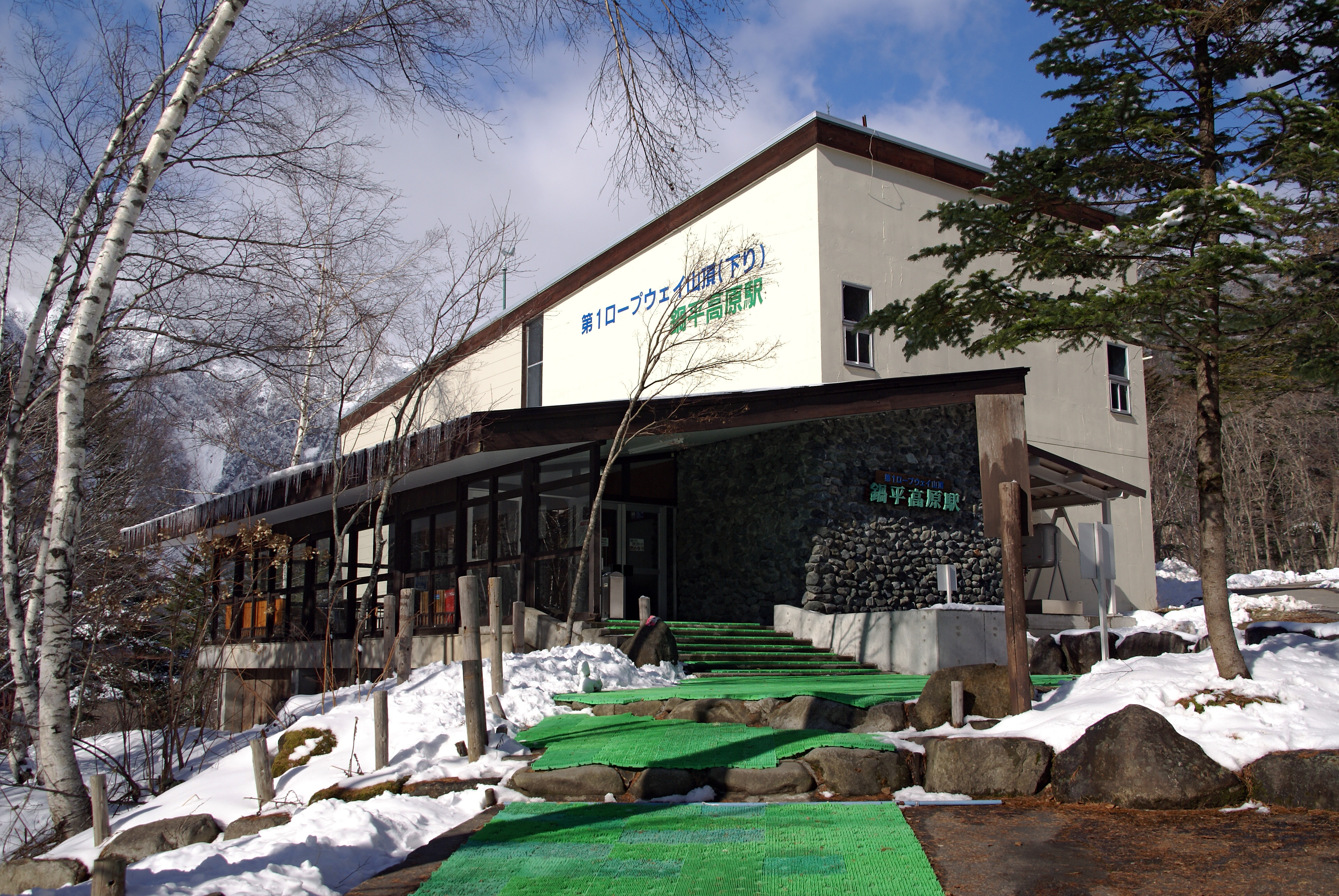
鍋平高原駅 第1ロープウェイ山頂
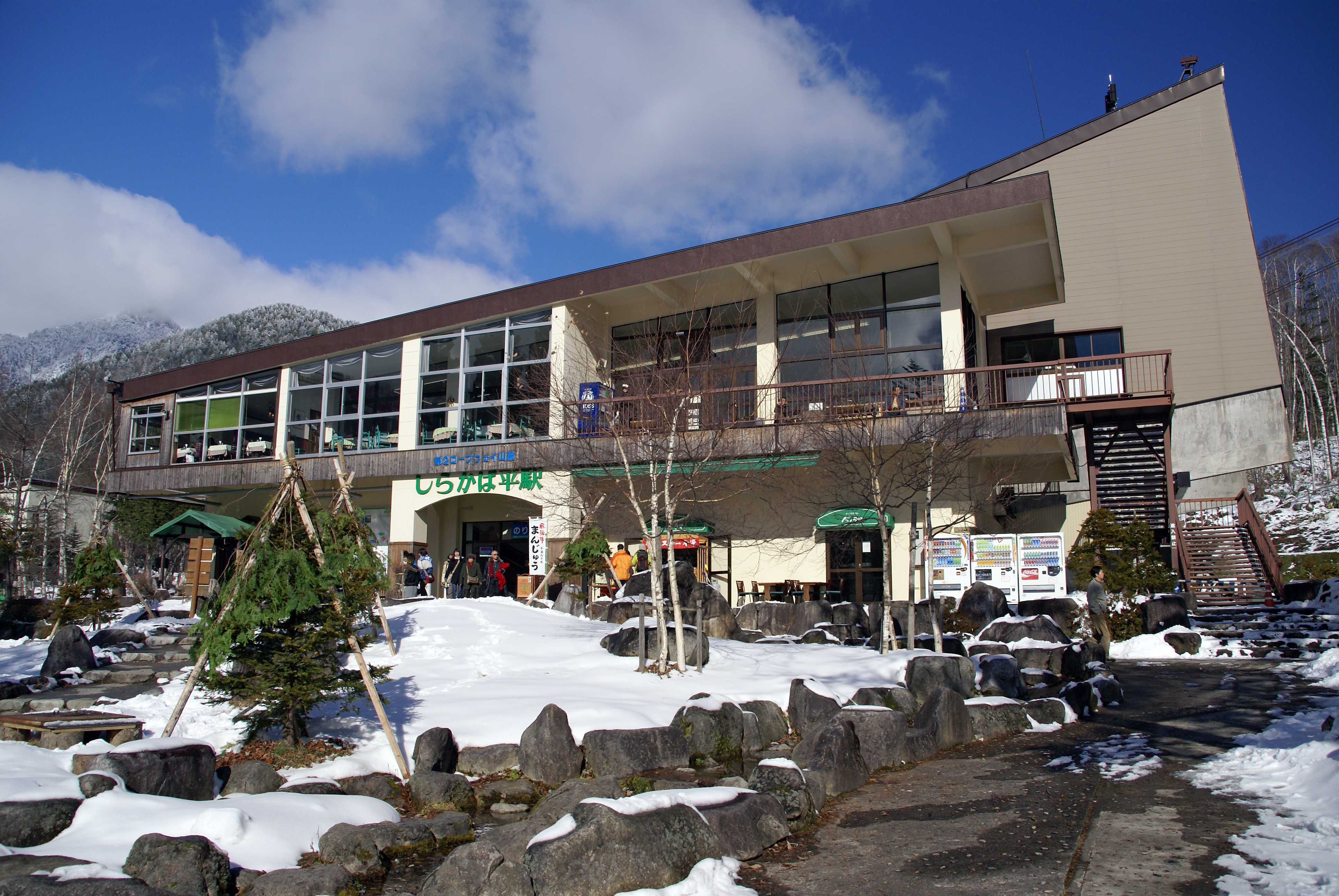
しらかば平駅 第2ロープウェイ山麓

## 歴史
- 1970年（昭和45年）7月15日 - 第1ロープウェイの新穂高温泉駅 - 鍋平高原駅間と第2ロープウェイのしらかば平駅 - 西穂高口駅間が開業[5][12][19]。
- 1987年（昭和62年）- 第1・第2ロープウェイのゴンドラを2代目に更新、第2ロープウェイのゴンドラは定員を61名から66名に増強。
- 1998年（平成10年）7月3日 - 第2ロープウェイを全面改修し[5]、3代目となる2階建てゴンドラを導入[9][20]。同時に第1ロープウェイのゴンドラも3代目に更新。
- 2003年（平成15年） - 第1ロープウェイのゴンドラを4代目に更新[4]。
- 2015年（平成27年）1月19日 - 第1ロープウェイの運行中、ゴンドラが支柱と接触する事故が発生、これに伴い全線運休となる[21]。第2ロープウェイは1月31日に[22]、第1ロープウェイは3月20日に運行再開した[23]。
- 2020年（令和2年）
  - 5月26日 - 第2ロープウェイ改修のため約2ヶ月間全線運休[9][14]。
  - 7月22日 - 第2ロープウェイの運行を再開、ゴンドラを4代目となる新形の2階建てゴンドラに更新[12]。
- 2021年
  - 新型コロナウイルス感染症に伴い、5月27日より6月21日まで平日の営業を休止 [24]。
- 2022年 - 
  - 前年に引き続き、新型コロナウイルス感染症での利用者数減少に伴い、2月14日より平日の営業を休止[25][26]。
  - 3月14日 - 平日の営業再開 [27]。
- 2023年 - 支索交換工事(2年に分けて実施)のため5月8日から8月9日まで営業を休止(第1ロープウェイは7月21日再開)[28]。
- 2024年 - 支索交換工事のため5月7日から7月31日まで営業を休止(第1ロープウェイは7月12日再開)[29]。

## 運行ダイヤ
新穂高ロープウェイでは通年運行を実施しており、ダイヤは以下のとおりとなっている。
運行ダイヤ
- 第1ロープウェイ（新穂高温泉駅 - 鍋平高原駅間）：毎時0分・30分発
- 第2ロープウェイ（しらかば平駅 - 西穂高口駅間）：毎時15分・45分発

始発・最終
- 始発
  - 新穂高温泉駅発：8時30分（4月 - 11月）、8時（8月・10月の土日祝日）、9時（12月 - 3月）
  - 西穂高口駅発：8時45分（4月 - 11月）、8時15分（8月・10月の土日祝日）、9時15分（12月 - 3月）
- 最終
  - 新穂高温泉駅発：16時（4月 - 11月）、15時30分（12月 - 3月）
  - 西穂高口駅発：16時45分（4月 - 11月）、16時15分（12月 - 3月）

### 星空観賞便
空気が澄んで夜空が美しく見える春と秋の夜間、期間限定で「星空観賞便」が運航される。

## 接続交通機関
新穂高温泉駅では、濃飛バスの「新穂高ロープウェイ」バス停（「HO65」のバス停ナンバリングを付与）で連絡している。
- 平湯温泉経由高山濃飛バスセンター行き
- 平湯温泉経由松本バスターミナル行き（アルピコ交通と共同運行）※季節運行
  - かつては富山駅前行き（富山地方鉄道と共同運行）が運行されたが、2021年4月のダイヤ改正で路線が廃止となった[32][33]。

## 周辺施設
- 西穂高口駅展望台 - 西穂高口駅屋上にある展望スペース。標高2,156 mにあり、北アルプスの山並（槍ヶ岳、西穂高岳など）が、ほぼ360度の視界で見渡せる。
- 山びこポスト - 西穂高口駅展望台に2007年9月に設置された1959年製のポスト[7]。通年集配型としては国内最高所のポスト（標高2,156 m）である[7]。
- 新穂高ビジターセンター「山楽館（さんがくかん）」 - 鍋平高原駅およびしらかば平駅を降りたところに在る温泉浴場を備えたビジターセンター。地下1階では山岳写真家・小池潜の写真展を常時開催[34]。売店、喫茶店、露天風呂「神宝乃湯」などがある[35]。
- 新穂高ロープウェイスキー場 - かつて奥飛観光開発が経営していたスキー場[36]。ロープウェイ建設前の1967年に開設され、1973年にリフトが設置された[37]。6つのコース・ゲレンデを有し、ファミリーから上級者まで楽しめるスキー場とされていたが[38]、中・上級者の利用が中心だった[37]。ゲレンデはロープウェイの西穂高口駅直下（標高2156 m）から山麓（同1300 m）まで2コースあり、面積約50ヘクタール、最大斜度36度[37]。西穂高口駅近くから白樺平駅周辺まで続くパノラマ、アルペンコース（全長4 km）が最大の売りで、家族向けのファミリーコースも設置されていた[36]。北アルプスの景観を眺めながらスキーができることで人気を集めていたが、1992年には利用者数が最多の年間6万人を記録したが[37]、その後は全国的なスキー人口の減少、交通の便の良い奥美濃地方へのスキー場林立の影響から利用者数が激減した[39]。スノーボード全面滑走解禁、自然散策路を利用したクロスカントリースキーのガイドツアーなどの集客策を行った2001-2002シーズンも入場者は約18000人と低迷した[37]。これによる累積赤字や[37]、施設の老朽化から[40]、奥飛観光開発は2002-2003シーズンの営業を最後に閉鎖することを決めた[37]。ホームページには営業続行を求める利用者の声も多く寄せられていたが、2002年12月21日に最終シーズンの営業を開始[40]、2003年3月30日をもって営業を終了した[39]。同スキー場の廃業以降は新穂高温泉の冬の観光客が激減しており[41]、翌2004年5月5日には上宝村が新穂高温泉で経営していた宿泊施設「氷碧」（ひょうへき）が宿泊客の減少などを理由に閉鎖されている[42]。

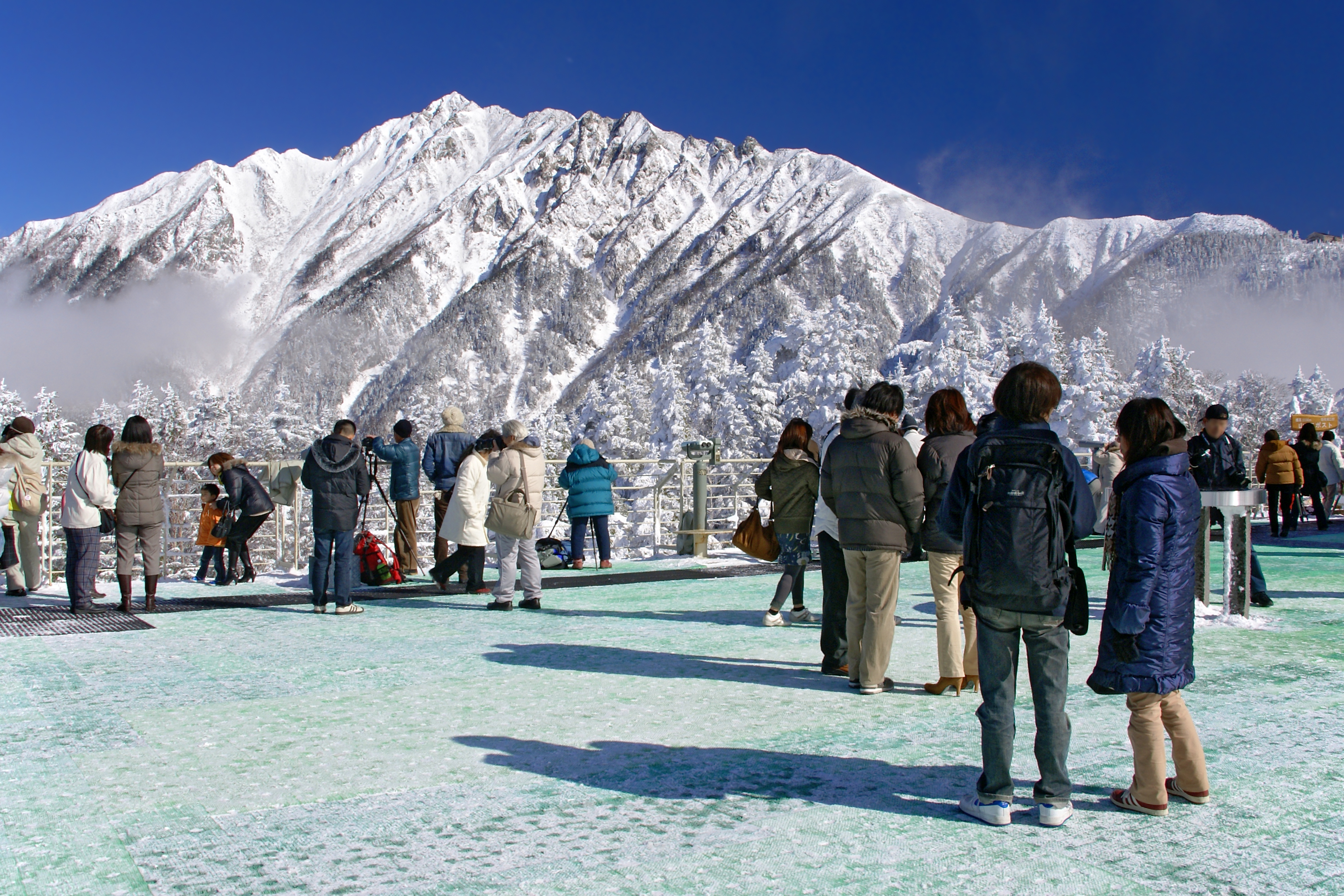
西穂高口駅展望台から望む西穂高岳
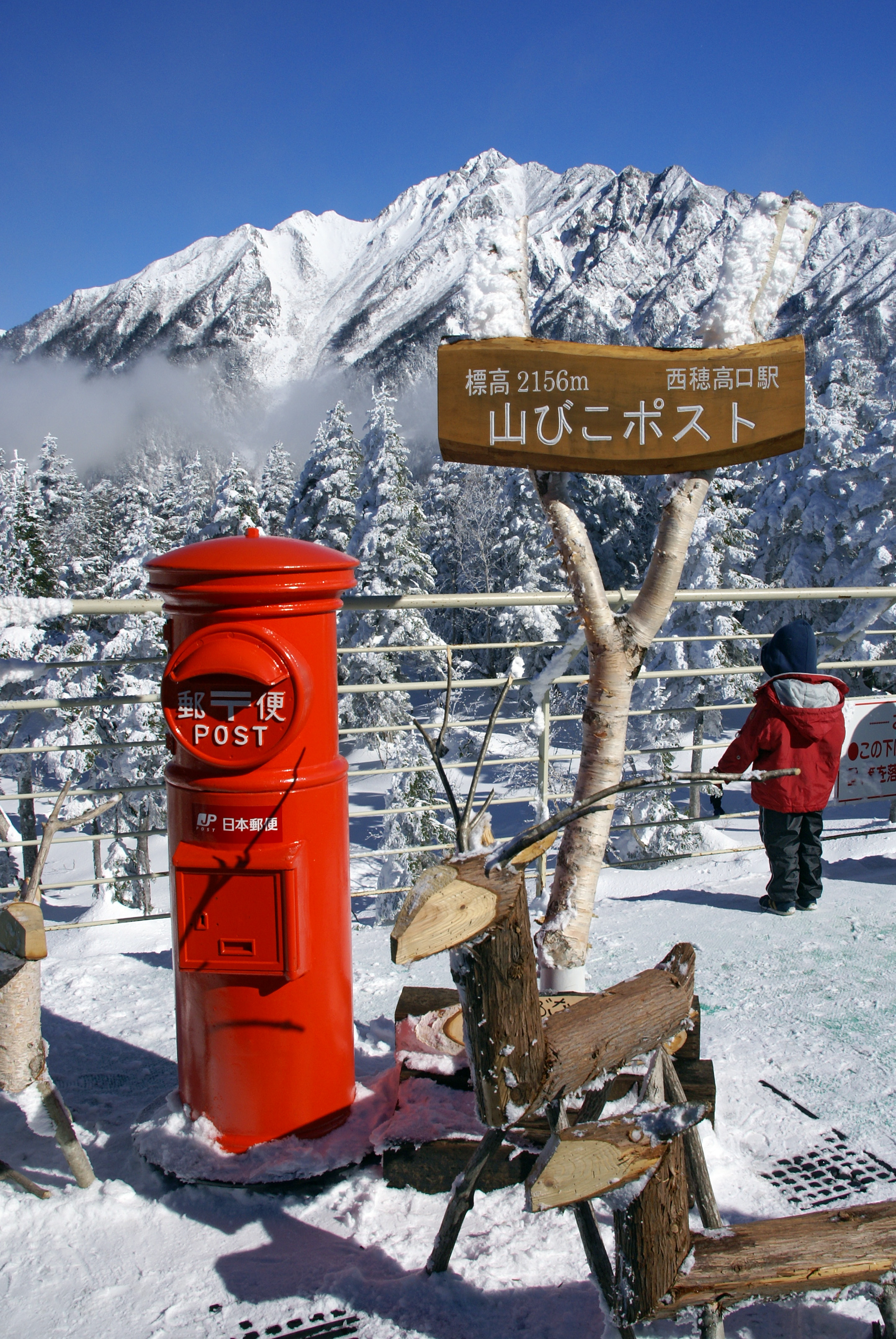
西穂高口駅展望台の「山びこポスト」